# Грибовка (Одесская область)
Грибовка (укр. Грибівка) — село, расположенное на берегу Чёрного моря. Относится к Дальницкому сельскому совету Овидиопольского района Одесской области Украины.

## Население
Население по переписи 2001 года составляло 450 человек. Почтовый индекс — 67842. Телефонный код — 4851. Занимает площадь 4,122 км². Код КОАТУУ — 5123781302.

## Экономика курорта
Курортный поселок на берегу Черного моря в нескольких км от села Грибовка имеет развитую инфраструктуру — канализацию, водопровод и газификацию баз отдыха и отелей. На территории курорта Грибовка расположено около 100 объектов отдыха — баз отдыха, отелей, гостиниц.

## Местный совет
67842, Одесская обл., Овидиопольский р-н, с. Дальник, ул. Дружбы, 126.